# 황이갑
황이갑(黃伊甲, 1981년 5월 22일 ~ )은 KBO 리그 전 롯데 자이언츠의 선수이다.

## 출신학교
- 2000년 춘천고등학교 졸업
- 2004년 연세대학교 졸업